# كيفن لوغيري
كيفن لوغيري (بالإنجليزية: Kevin Loughery)‏ مواليد 28 مارس 1940 في بروكلين، هو لاعب كرة سلة أمريكي تحول إلى التدريب بعد الاعتزال بدأ مسيرته الاحترافية في سنة 1962 ويحمل الرقم 21 و52 و22. يبلغ طوله 6 قدم 3 بوصة (1.9 م). اعتزل اللعب في 1973.

## فرق لعب لها
- ديترويت بيستونز
- واشنطن ويزاردز
- فيلادلفيا سفنتي سيكسرز

## روابط خارجية
- كيفن لوغيري على موقع إن بي أي (الإنجليزية)
- كيفن لوغيري على موقع سبورتس رفرنس (الإنجليزية)
- كيفن لوغيري على موقع كلية كرة السلة في سبورتس رفرنس.كوم (الإنجليزية)
- كيفن لوغيري على موقع ريلجم (الإنجليزية)
- كيفن لوغيري على موقع بروبوليرز (الإنجليزية)
- كيفن لوغيري على موقع سبورتس رفرنس (الإنجليزية)